# Bathylaimus tenuicaudatus
Bathylaimus tenuicaudatus är en rundmaskart som först beskrevs av Allgen 1933.  Bathylaimus tenuicaudatus ingår i släktet Bathylaimus och familjen Tripyloididae. Inga underarter finns listade i Catalogue of Life.